# IGNITION
「IGNITION」是EXILE SHOKICHI於2015年10月28日發行的第4張單曲。分別有CD+DVD及CD ONLY共2種形態發行。另外還有FC及MOBILE限定的ONE COIN CD發售。
音樂錄影帶有EXILE的世界所率領的舞蹈組合「XXIV CLAN」參與演出。

## 収録曲
CD+DVD及CD ONLY 収録曲目一樣。而ONE COIN CD只収録A面曲「'IGNITION」一首歌。

### CD
1. IGNITION
  - 作詞：SHOKICHI・Amon Hayashi  / 作曲：SHOKICHI, Amon Hayashi, NAOtheLAIZA

（電影『玩命快遞：肆意橫行』日本版主題歌）
2. Last Song
  - 作詞：SHOKICHI / 作曲：Anthony Franks, NAOtheLAIZA
3. 青の日々
  - 作詞：SHOKICHI/ 作曲：SHOKICHI, D&H
4. IGNITION (Instrumental)
5. Last Song (Instrumental)
6. 青の日々 (Instrumental)

### DVD
1. IGNITION（Music Video)

## 外部連結
- EXILE SHOKICHI「IGNITION」Music Video（页面存档备份，存于） - YouTube
- EXILE SHOKICHI「Last Song」Lyric Video  - YouTube
- EXILE SHOKICHI「青の日々」Lyric Video（页面存档备份，存于） - YouTube